# Municipio de Mudgett
El municipio de Mudgett (en inglés: Mudgett Township) es un municipio ubicado en el condado de Mille Lacs en el estado estadounidense de Minnesota. En el año 2010 tenía una población de 84 habitantes y una densidad poblacional de 1,07 personas por km².

## Geografía
El municipio de Mudgett se encuentra ubicado en las coordenadas 45°56′0″N 93°35′57″O / 45.93333, -93.59917. Según la Oficina del Censo de los Estados Unidos, el municipio tiene una superficie total de 78.48 km², de la cual 78,18 km² corresponden a tierra firme y (0,39 %) 0,3 km² es agua.

## Demografía
Según el censo de 2010, había 84 personas residiendo en el municipio de Mudgett. La densidad de población era de 1,07 hab./km². De los 84 habitantes, el municipio de Mudgett estaba compuesto por el 95,24 % blancos, el 1,19 % eran amerindios y el 3,57 % eran de una mezcla de razas. Del total de la población el 1,19 % eran hispanos o latinos de cualquier raza.